# Maca (rastlina)
Maca (znanstveno ime Lepidium meyenii) je rastlina, katere domorodno rastišče je andska gorska veriga v Peruju in Boliviji. Gojijo jo zaradi njenega mesnatega hipokotila (povezava med embrionalno korenino in semenskim listom), ki se uporablja za prehrano in zdravljenje. Imenujemo jo tudi maca-maca, maino, ayak chichira, in ayak willku.

## Botanične značilnosti
Lepidium meyenii je prvi opisal in poimenoval Gerhard Walpers leta 1843. Zahtevnost za gojenje, velikost in oblika so v grobem podobne tistim kot pri redkvi in repi, s katerima je v sorodu. Zeleni, razcepljeni vrhovi/izrastki rastline so kratki in ležijo po tleh. Tanki nagubani listi se razvijejo v obliki rozete (kot regrat) na površini tal in se nenehno obnavljajo iz centra navzven, kjer stari listi odmrejo.
Maca-e se zelo razlikujejo v velikosti in obliki korenine. Te so lahko trikotne, sploščene, okrogle ali pravokotne-slednje so največje. Barva hipokotila je zlata, krem, rdeča vijolična, modra, črna ali zelena. Različne pa si niso le po barvi, ampak tudi po prehranskih in terapevtskih lastnostih. Korenina zlato-krem barve je najbolj razširjena in priljubljena v Peruju zaradi svoje velikosti in sladkega okusa. Modra in črna barva maca-e imata najvišjo energijsko vredonost in se ponašata s slado-grenkim okusom. Rdeča maca postaja vedno bolj priljubljena. Klinične študije so pokazale, da zmanjšuje velikost prostate pri podganah. Te tri vrste so najpogosteje gojene in izvažane. 
Maca-o se tradicionalno goji na nadmorski višini približno 4,100-4,500 metrov nadmorske višine. Dobro uspeva le v hladnem podnebju na relativno revnih tleh, kjer praktično ne uspeva nič drugega. Skoraj vsa pridelava maca-e v Peruju poteka ekološko, saj tako visoko živijo le redki potencialni škodljivci, kateri pa se mace največkrat ne lotijo. Polja so po večini gojena z gnojem ovc in alpak in morajo pogosto počivati nekal let, da se lahko obnovijo hranila v tleh. Hektarski donos je približno 5 ton. Za nadaljnjo predelavo korenine po navadi posušijo, tako da je končna masa približno 1,5 tone. Čeprav maco gojijo tudi drugod, še ni raziskano, ali razvije enake aktivne sestavine v enakih količinah kot andska.

## Uporaba in priprava
Že približno 2000 let je maca na območju Peruja cenjena tako v tradicionalni prehrani kot tudi v ljudskem zdravilstvu. Imela naj bi visoko hranilno vrednost, kot zdravilo pa naj bi povečevala spolno moč in vzdržljivost. Do okoli 1980 je bila gojena le na območju okoli jezera Junin v srednjem Peruju. V preteklosti so z maca-o trgovali za koruzo, riž, manioke, papajo in ostale pridelke, katerih sami niso mogli gojiti. Med špansko kolonizacijo se je maca uporabljala kot plačilno sredstvo, cenjena pa naj bi bila tudi na španskem dvoru.
Legende o moči inkovskih bojevnikov so se ohranile do današnjih dni. To moč naj bi dobili prav iz maca-e. Pred vsako bitko so inkovski bojevniki zaužili nekaj zdrobljene maca-e, kar jih je naredilo nepremagljivo močne. Po osvoboditvi mesta pa jim je bilo nadaljnje zauživanje rastline prepovedano, s čimer so zavarovali ženske osvojenega mesta pred izjemnimi spolnimi močmi, ki so jim bile z zaužitjem korena dane. Na podlagi teh zgodb je maca postala znana kot naravna viagra in danes jo lahko kupimo kot prehransko dopolnilo v vsaki lekarni.
V Peruju maco pripravljajo in postrežejo na več različnih načinov, najpogosteje kuhano. Sveže izruvan hipokotil, pražen v jam (huatia), velja za poslastico. Korenino lahko tudi stolčejo v pire in skuhajo, da nastanesladka, gosta tekočina, posušijo in zmešajo z mlekom, da nastane kaša. Mešana z zelenjavo ali žitnimi zrni pa se uporablja za proizvodnjo moke. Pri fermentaciji nastane nizko alkoholno pivo, imenovano chicha de maca. Listi se uporabljajo za solato oz. jih kuhajo.
Naraščajoče povpraševanje je eden glavnih vzrokov za širitev pridelovanja maca-e. Vodilni produkt je moka iz korenine. Kot prehranski dodatek obstaja v obliki posušene korenine, moke in različnih ekstraktov. Zelo pogosto je tudi v obliki gela, ki ga pridobivajo z iztiskanjem pri povišani temperaturi. Le-ta je zaradi boljše prebavljivosti veliko boljši od prahu in se v glavnem uporablja v terapevtske namene. Obstaja tudi liofilizat, ki ga naredijo iz sveže stisnjenega soka, ki mu odparijo topilo pod znižanim tlakom.

## Sestavine
Poleg sladkorjev in beljakovin vsebuje uridin, jabolčno kislino in njene benzoilne derivate, glukozinolate, glukotropeolin and m-metoksiglukotropeolin. Metanolni ekstrakt gomolja mace vsebuje tudi (1R, 3S)-1-metiltetrahidro-karbolin-3-karboksilno kislino, za katero domnevajo, da izvaja številne aktivnosti v centralnem živčnem sistemu. Posušena korenina maca-e ima zelo visoko hranilno vrednost, kot na primer riž in pšenica. Povprečna vsebnost je 60% ogljikovih hidratov, 10% beljakovin, 8,5% (prehranskih) vlaknin in 2,2% maščob. Maca je bogata z esencialnimi minerali: selenom, kalcijem, magnezijem, železom, vsebuje pa še maščobne kisline (linolensko, palmitinsko in oleinsko kislino), 19 aminokislin ter polisaharide. Zaradi visoke koncentracije proteinov in vitalnih hranilnih snovi ter p-metoksibenzil izocianat ji pripisujejo afrodizične lastnosti.

## Vplivi na zdravje
Maca se uporablja v prehrani tako pri ljudeh kot pri živalih. Ker vsebuje glukozinolate, lahko v kombinaciji s prehrano revno z jodom pride do golšavosti. Temno obarvane korenine (rdeča, vijolična, črna) vsebujejo velike količine naravnega joda (10 gramov posušene mace po navadi vsebuje 52 mikrogramov joda). Navkljub temu, da vsebuje glukozinolate, ki so znani povzročitelji golšavosti, ne vemo, če povzroča ali preprečuje nastanek golšavosti. Bilo pa je dokazano, da zmanjšuje razširjanje žleze prostate pri podganah.
Bilo je izvedenih nekaj manjših študij na moških, ki so pokazale, da lahko izvlečki mace povečajo libido in izboljšajo kakovost semena. Manjša, dvojno slepa, randomizirana pilotna šudija je pokazala, da lahko korenina mace ublaži določene spolne motnje. Maca naj ne bi imela neposrednega vpliva na ravni spolnih hormonov pri ljudeh, prav tako naj ne bi delovala posredno. Vendar pa so novejše študije dokazale njen vpliv na izločanje hormonov.
Domneva se, da je za učinek odgovorna unikatna prehranska sestava, katera zagotavlja optimalno raven hranil, ki jih uporablja endokrini sistem. V raziskavi na samcih miši in podganah se je izkazalo, da maca stimulira paritveno vedenje. Nedavni pregled navaja, da so randomizirane klinične študije pokazale ugoden vpliv na energijo in razpoloženje, zmanjšanje tesnobe in povečanje spolne želje. Dokazano je tudi, da vzpodbuja proizvodnjo spermalnih celic in izboljšuje njihovo gibljivost ter povečuje volumen spermalne tekočine."